# 조윤형 (축구 선수)
조윤형(1996년 6월 2일 ~ )은 대한민국의 축구 선수로, 포지션은 윙어이다. 현재 김해시청축구단 소속이다.

## 클럽 경력
조윤형은 오현고등학교를 거쳐 안동과학대학교 축구부에 입단하였다. 대학 입학 이후 2016년에는 영남 권역에서 15경기 출전하여 17도움을 기록하며, 권역 도움 1위를 기록하였고, 2018년에는 13경기 출전 11골을 기록하며, 영남 권역 득점 2위에 등극하기도 하였다. 또한 2018년 아시아대학축구대회에도 선발되었으며 이 대회에서 도움상을 수상하였다.
2019시즌을 앞두고 전남 드래곤즈와 프로 계약을 체결하였다.
2021시즌을 앞두고 부천 FC 1995로 완전이적했다.
2022시즌을 앞두고 군 복무를 위해 충주시민축구단으로 임대되었다.